# Anthicus antilleorum
Anthicus antilleorum är en skalbaggsart som beskrevs av Werner 1983. Anthicus antilleorum ingår i släktet Anthicus och familjen kvickbaggar. Inga underarter finns listade i Catalogue of Life.